# Лугуру
Лугуру (валугуру, гуру, лугулу) — народ, проживающий в Танзании.

## Численность, язык, религия
Проживают в восточной части центральной Танзании, административно это районы Килоса и Морогоро региона Морогоро, а также регион Пвани, проживают урбанизированными группами в столице Додоме, в городе Дар-эс-Саламе и на острове Занзибар. Край народа лугуру — Улугуру делится на равнинную и горную части.
По состоянию на 2009 год представителей народа лугуру — 404 000 человек.
Говорят на языке лугуру (килугуру, чилугуру), диалекты неизвестны; письменность на основе латиницы. Молодёжь изучает английский язык, тогда как старшее поколение людей лугуру, в частности в горах, являются преимущественно необразованным (2000-е).
Преимущественно мусульмане-сунниты, среди лугуру-горцев есть христиане.

## Культура
Традиционно лугуру — матрилинейный народ, традиции сохранились преимущественно у горцев; равнинные лугуру активно задействованы в сельском хозяйстве (выращивают таро, маниок) и сфере обслуживания.
До 1990-х годов традиционные общество и методы воспитания (в частности инициации) играли большую роль. Люди старшего возраста практикуют и любят народные собрания и гуляния, принимают участие в традиционных церемониях.
В культурном плане лугуру хорошо известны традиционными танцами в период с октября по январь. У народа лугуру своеобразна национальная кухня.
В начале 1970-х годов Институт суахилийских исследований при Дар-эс-Саламскому университете во главе с Т. С. Й. Сенге осуществлял сбор и запись образцов фольклора различных танзанийских народов, в том числе и лугуру..